# Odintsovsky (huyện)
Huyện Odintsovsky (tiếng Nga: ? райо́н) là một huyện hành chính tự quản (raion), của Tỉnh Moskva, Nga. Huyện có diện tích 1293 km², dân số thời điểm ngày 1 tháng 1 năm 2000 là 127900 người. Trung tâm của huyện đóng ở Odintsovo.